# Concattedrale di San Nicola (Muro Lucano)
La concattedrale di San Nicola è il principale luogo di culto di Muro Lucano, in Basilicata, ed è concattedrale dell'arcidiocesi di Potenza-Muro Lucano-Marsico Nuovo.

## Storia e descrizione
Il Duomo di Muro Lucano fu eretto intorno al 1009 e consacrato dal vescovo Roberto nel 1169. L'edificio presenta una struttura a croce latina con tre cappelle alle spalle di transetti e inglobata da semplici volumi con coperture a tetto. La cattedrale ha subito gravi danni a causa degli eventi sismici del 1980 ed è in fase di restauro. Il suo patrimonio artistico è oggi conservato presso diverse chiese del paese. Tra le opere che decoravano la chiesa: la Madonna del Rosario e il Battesimo di Cristo.
Il 30 settembre 1986 con il decreto Instantibus votis della Congregazione per i Vescovi la sede di Muro Lucano è stata unita in plena unione con la sede di Potenza e Marsico Nuovo e la nuova circoscrizione ha assunto il nome attuale. La cattedrale di San Nicola contestualmente ha assunto il titolo di concattedrale.
La Concattedrale di San Nicola fu uno dei luoghi in cui  Gerardo Maiella si recava per pregare la Madonna e il SS. Sacramento. Tra le testimonianze del suo processo di beatificazione, c'è una testimonianza che dice che il Santo si era recato nella Cappella del Santissimo e inchinatosi davanti all' altare restò lì per tutta la notte.